# BEHF Architects
BEHF Architects ist ein international tätiges Architekturbüro mit Sitz in Wien, Österreich.

## Geschichte
BEHF Architects wird geführt von Armin Ebner, Susi Hasenauer und Stephan Ferenczy. Das Architekturbüro wurde 1995 in Wien gegründet. BEHF Architects sind im Bereich Corporate Architecture, Hospitality, Residential und Retail tätig. Ihre Sanierungen und Revitalisierungen von denkmalgeschütztem Altbestand wurden mit zahlreichen, international renommierten Preisen bedacht, wie beispielsweise mit dem German Design Award, dem Prix Versailles und dem American Architecture Prize.

## Projekte/Realisierungen
- 2002 Fabios, Wien
- 2004 Retail Centre M-City, Mistelbach
- 2005 Lloonbase 36
- 2005–2014 A1 Shops
- 2009 Shopping Mall EO, Oberwart
- 2009 Zwi Perez Chajes Synagogue, Wien
- 2010 Wohnkomplex CITYCOM2, Wien
- seit 2011 Deutsche Bank Branches
- 2012 Loisium Wine & Spa Resort, Ehrenhausen
- 2012 EKZ Neukauf Villach
- 2012 Merkur Hoher Markt, Wien
- 2013 Büroensemble Green Worx, Wien
- 2015 Motel One Wien-Staatsoper
- 2015 Shiki Restaurant, Wien
- 2015 Stafa Tower Vienna
- 2015 Shopping Nord Graz
- 2016 Wein & Co, Wien
- 2017 Telegraf 7, Wien
- 2018 Laendyard, Wien
- 2018 WEZ – Das weststeirische Einkaufszentrum, Bärnbach
- 2015–2018 The Icon Vienna in Kooperation mit JSWD Architekten
- 2019 Wohnkomplex Vorgartenstraße 98–106
- 2019 Wohnkomplex THE ENSEMBLE, Erdberger Lände 36–38
- 2019 Artspace, Wien
- seit 2020 Neues Filialkonzept für die RAIFFEISENLANDESBANK NÖ-Wien
- 2020 Retail Centre PADO GALLERIES, Parndorf

## Auszeichnungen
- 2004 Contractworld Award Winner, Fabios
- 2005 LEAF Award Winner, Fabios
- 2008 Vorstellung von LLOONBASE 36 Headquarters in Best Architects 09
- 2013 IF Communication Design Award, A1 Shops & Deutsche Bank Branches
- 2016 Finest Interior Award contract Winner, Shiki Restaurant
- 2016 Iconic Awards 16 Winner Shopping Nord Graz[2], Stafa Tower Vienna[3]
- 2016 Best Architects 17 NWW Neue Wiener Werkstätte Showroom[4]
- 2017 Iconic Awards 2017 Winner Wein&Co Flagshipstore[5]
- 2017 Iconic Awards 2017 Winner Telegraf 7[6]
- 2017 Best Architects 18 Telegraf 7[7]
- 2007 German Design Award 2018 Winner ZPC Synagoge[8]
- 2017 German Design Award 2018 Winner Shiki[9]
- 2017 German Design Award 2018 Winner Wein & Co Flagshipstore[10]
- 2017 German Design Award 2018 Winner Telegraf 7[11]
- 2018 Architizer A+Awards 2018, Finalist Telegraf 7[12]
- 2018 The International Architecture Award 2018, Winner Telegraf 7[13]
- 2019 Iconic Awards, Winner Innovative Architecture, Koller & Koller[14]
- 2020 German Design Award Winner, Hotel Das Triest, Porto Bar[15]